# Норвезька течія

Північноатлантична течія (червона) і Норвезька течія (помаранчева).

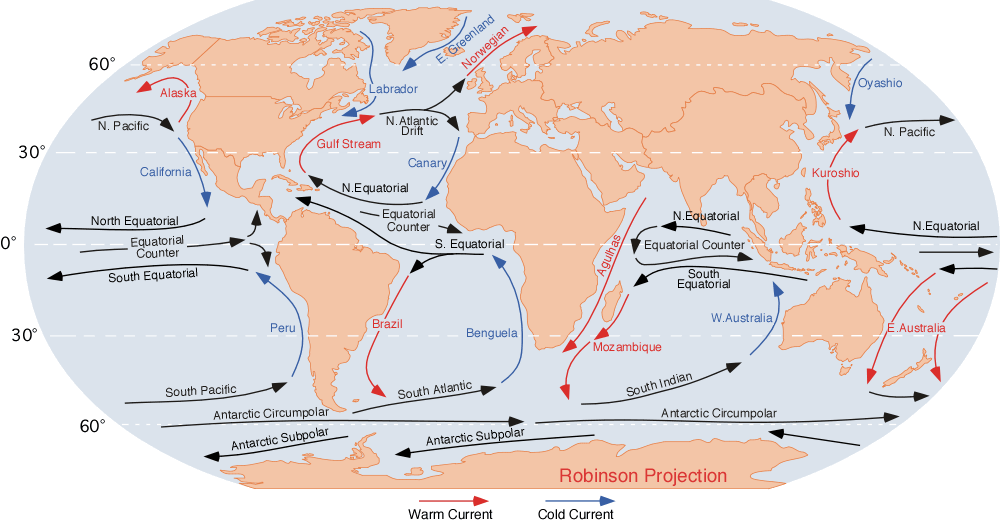
Схема морських течій Землі.

Норвезька течія — тепла течія в  Норвезькому морі на глибині від 50 до 100 метрів, що прямує вздовж узбережжя Норвегії у напрямку NE, від Відкритого Баренцового моря до Баренцового моря.
Вода Норвезької течії контрастує з водою Північноатлантичної течії, тому що вона холодніша і містить менше солі, маючи більшу частину припливної води, що надходить із опрісненої води Північного та Балтійського морів, а також норвезьких фіордів і річок. Проте вода, значно тепліше і солоніше, ніж у Північному Льодовитому океані, який має приплив води з танучого пакового льоду власних акваторії та сточища. Зимові температури води Норвезької течії зазвичай становлять від 2 до 5 °C, тоді як температура води Північноатлантичної течії перевищує 6 °C.
Течія є гілкою Північноатлантичної течії. Солоність води течії становить 34—35 ‰. Температура води влітку +10 ÷ +12 ° C, взимку +5 ÷ +7 ° C. Середня швидкість течії 30 см/с.
Норвезька течія надає пом'якшувальний вплив на погоду та клімат Скандинавії.
Частиною Норвезької течії є Нордкапська течія та Західношпіцбергенська течія, поділ гілок течії відбувається в точці (67° пн. ш. 3° сх. д. / 67° пн. ш. 3° сх. д.).

## Властивості

### Солоність
Норвезька течія має різні характеристики солоності, температури та щільності. Обсяг притоку прісної води найбільший влітку, а взимку — менший, що сприяє зміні солоності. У середньому солоність близько 34,5 ‰; біля узбережжя дещо нижча мінералізація (32—31 ‰), межа з Північноатлантичною течією відзначається дещо вищою мінералізацією — 35 ‰.

### Температура
Середня температура взимку становить близько 3,5 °C і коливається від 2 до 5 °C, а влітку +10 ÷ +12 °C.

### Швидкість
Хоча існує велика мінливість швидкості течії, яка коливається в межах від 20 см/с до 100 см/с на її максимумі., середня швидкість — 30 см/с.